# Илектрик Сити
Илектрик Сити (на английски: Electric City) е град в окръг Грант, щата Вашингтон, САЩ. Илектрик Сити е с население от 922 жители (2000) и обща площ от 1,5 km². Намира се на 503 m надморска височина. ЗИП кодът му е 99123, а телефонният му код е 509.